# Dreiband-Europameisterschaft 1974

Logo CEB (ausrichtender Verband)

Veranstaltungsort: Eeklo

Die Dreiband-Europameisterschaft 1974 war das 32. Turnier in dieser Disziplin des Karambolagebillards und fand vom 11. bis 16. Dezember 1973 in Eeklo in der belgischen Provinz Ostflandern statt. Es war innerhalb der letzten fünf Jahre die dritte Dreiband-EM in Belgien.

## Geschichte
Wie so oft in den letzten Jahren stand der Turniersieger fast schon vor dem ersten Stoß fest. Als haushoher Favorit setzte sich am Ende dann auch Raymond Ceulemans verlustpunktfrei durch. In der Partie gegen den Niederländer Jan Doggen startete Ceulemans vom Anstoß weg mit der neuen Europarekord Höchstserie (HS) von 20 Punkten. Erstmals wurde das Turnier mit zwölf Teilnehmern im System „Jeder gegen Jeden“ durchgeführt. Dadurch musste die Meisterschaft bereits am Dienstag gestartet werden. Für Dieter Müller, der erstmals deutscher Meister im Dreiband werden konnte, endete das Turnier trotz ansprechender Leistung nur auf Platz neun. Ihm fehlte einfach die Erfahrung im Dreibandspiel. Wie stark in Eeklo gespielt wurde, zeigte der Turnierdurchschnitt von 0,937. Ein bei Europameisterschaften noch nie erzielter Wert.

## Modus
Gespielt wurde im System „Jeder gegen Jeden“ bis 60 Punkte mit Nachstoß/Aufnahmegleichheit.

## Abschlusstabelle
| MP    | Match Points (Sieger = 2; Unentschieden = 1; Verlierer = 0) |
| Pkte. | Erzielte Karambolagen                                       |
| Aufn. | Benötigte Versuche                                          |
| GD    | Generaldurchschnitt                                         |
| BED   | Bester Einzeldurchschnitt eines Spielers                    |
| HS    | Höchstserie                                                 |
|       | Bester GD des Turniers                                      |
|       | Bester ED des Turniers                                      |
|       | Beste HS des Turniers                                       |
|       | 1. Platz (Gold)                                             |
|       | 2. Platz (Silber)                                           |
|       | 3. Platz (Bronze)                                           |

| Endklassement              | Endklassement      | Endklassement | Endklassement | Endklassement | Endklassement | Endklassement | Endklassement |
| Platz                      | Name               | MP            | Pkte.         | Aufn.         | GD            | BED           | HS            |
| -------------------------- | ------------------ | ------------- | ------------- | ------------- | ------------- | ------------- | ------------- |
| 1                          | Raymond Ceulemans  | 22:0          | 660           | 432           | 1,527         | 2,222         | 20            |
| 2                          | Ludo Dielis        | 18:4          | 628           | 565           | 1,111         | 2,000         | 10            |
| 3                          | Richard Bitalis    | 16:6          | 624           | 612           | 1,019         | 1,428         | 9             |
| 4                          | Jan Doggen         | 14:8          | 617           | 620           | 0,995         | 1,224         | 8             |
| 5                          | Albert Lasserre    | 13:9          | 585           | 627           | 0,933         | 1,463         | 8             |
| 6                          | Arnold de Paepe    | 13:9          | 617           | 692           | 0,891         | 1,200         | 9             |
| 7                          | Peter Thǿgersen    | 10:12         | 620           | 673           | 0,921         | 1,052         | 10            |
| 8                          | Avelino Rico       | 9:13          | 555           | 585           | 0,948         | 1,621         | 10            |
| 9                          | Dieter Müller      | 6:16          | 543           | 634           | 0,856         | 1,276         | 10            |
| 10                         | Mario Machado      | 5:17          | 499           | 619           | 0,806         | 1,176         | 9             |
| 11                         | Sten Hebert        | 4:18          | 484           | 667           | 0,725         | 0,895         | 9             |
| 12                         | Wolfgang Anreitter | 2:20          | 467           | 630           | 0,741         | 0,895         | 8             |
| Turnierdurchschnitt: 0,937 |                    |               |               |               |               |               |               |